# Rumilly, Haute-Savoie
Rumilly este o comună în departamentul Haute-Savoie din sud-estul Franței. În 2009 avea o populație de 13.197 de locuitori.

## Evoluția populației
| An        | 1975  | 1982  | 1990  | 1999   | 2006   | 2009   |
| --------- | ----- | ----- | ----- | ------ | ------ | ------ |
| Populație | 7.379 | 8.863 | 9.991 | 11.230 | 12.781 | 13.197 |